# Митохондриальная токсичность
Митохондриальная токсичность — это состояние, при котором митохондрии клеток тела повреждаются, или их число значительно сокращается. Происходит это как побочный эффект некоторых антиретровирусных препаратов, используемых для лечения вируса иммунодефицита человека (ВИЧ).

## Причины митохондриальной токсичности
Пока точные причины митохондриальной токсичности не известны, однако исследования показали, что определённая группа противовирусных препаратов, используемых для лечения ВИЧ, в частности, нуклеозидные ингибиторы обратной транскриптазы (НИОТ), мешают ферменту, необходимому в производстве митохондрий.

## Симптомы
У людей, страдающих от митохондриальной токсичности, происходит нарушение функции клеток, приводящее как к мягким, так и серьёзным проблемам у пациента. Наиболее часто наблюдается симптом мышечной слабости (миопатия). Среди других симптомов выделяют периферическую нейропатию (онемение в пальцах рук и ног) и панкреатит (воспаление поджелудочной железы), в наиболее тяжёлых состояниях наблюдается лактоацидоз, при котором накопление молочной кислоты в тканях тела приводит к потере организмом энергии, нарушению работы внутренних органов и в конечном счете к смерти.